# Уровень боковых лепестков диаграммы направленности
Уровень боковых лепестков (УБЛ) (англ. side lobe level, SLL) диаграммы направленности (ДН) антенны — относительный (нормированный к максимуму ДН) уровень излучения антенны в направлении боковых лепестков. Как правило, УБЛ выражается в децибелах, реже определяют УБЛ «по мощности» или «по полю».

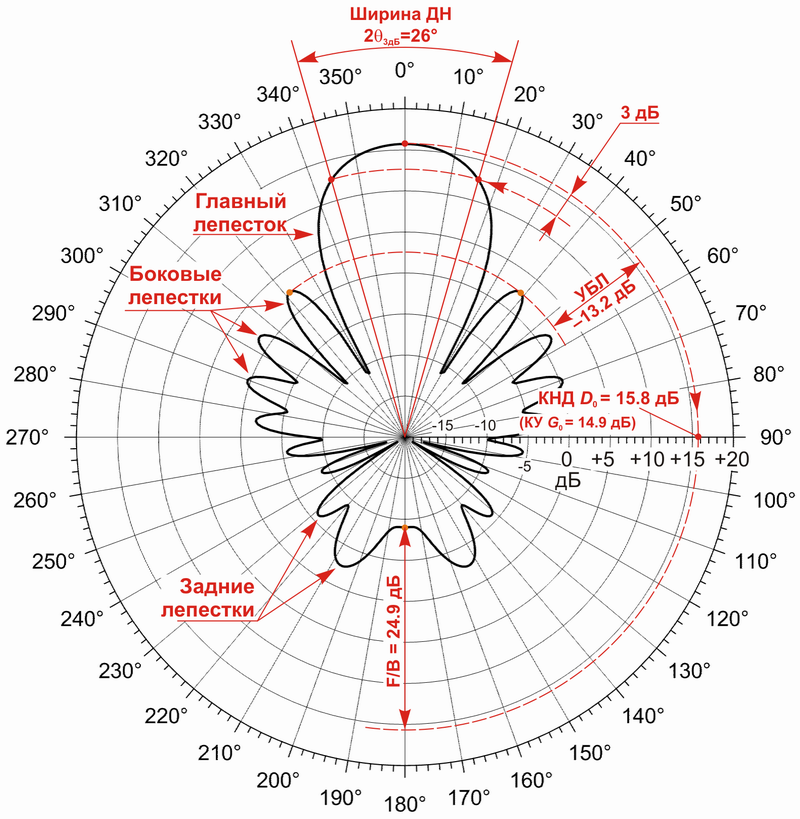
Пример диаграммы направленности антенны и параметры ДН: ширина, КНД, УБЛ, относительный уровень заднего излучения

ДН реальной (конечных размеров) антенны — осциллирующая функция, в которой выделяют глобальный максимум, являющийся центром главного лепестка ДН, а также прочие локальные максимумы ДН и соответствующие им так называемые боковые лепестки ДН. Термин боковой следует понимать как побочный, а не буквально (лепесток, направленный «вбок»). Лепестки ДН нумеруют по порядку начиная с главного, которому присваивают номер ноль. Дифракционный (интерференционный) лепесток ДН, возникающий в разреженной антенной решётке, боковым не считается. Минимумы ДН, разделяющие лепестки ДН, называют нулями (уровень излучения в направлениях нулей ДН может быть сколь угодно малым, однако в реальности излучение всегда присутствует). Область бокового излучения разбивают на подобласти: область ближних боковых лепестков (прилегающую к главному лепестку ДН), промежуточную область и область задних боковых лепестков (вся задняя полусфера).
- Под УБЛ понимают относительный уровень наибольшего бокового лепестка ДН. Как правило, наибольшим по величине является первый (прилегающий к главному) боковой лепесток.

Для антенн с высокой направленностью используют также средний уровень бокового излучения (нормированная к своему максимуму ДН усредняется в секторе углов бокового излучения) и уровень дальних боковых лепестков (относительный уровень наибольшего бокового лепестка в области задних боковых лепестков).
Для антенн продольного излучения для оценки уровня излучения в направлении «назад» (в направлении, противоположном направлению главного лепестка ДН) используется параметр относительный уровень заднего излучения (от англ. front/back, F/B — отношение вперёд/назад), и при оценке УБЛ это излучение не учитывается. Также для оценки уровня излучения в направлении «вбок» (в направлении, перпендикулярном главному лепестку ДН) используется параметр относительный бокового излучения (от англ. front/side, F/S — отношение вперёд/вбок).
Значение УБЛ сопровождают сведениями о характере распределения боковых лепестков в пространстве, например указывают на убывание или сохранение их величины на примерно постоянном уровне. Если поле излучения имеет сложную поляризационную структуру, то величина УБЛ находится как по основной, так и по паразитной составляющим ДН. Наряду с УБЛ уровень бокового излучения характеризуют коэффициентом рассеяния — полным и парциальным по выбранной подобласти бокового излучения.
УБЛ, как и ширина главного лепестка ДН, являются параметрами, определяющими разрешающую способность и помехозащищённость радиотехнических систем. Поэтому в технических заданиях на разработку антенн этим параметрам уделяется большое значение. Ширину луча и УБЛ контролируют как при вводе антенны в эксплуатацию, так и в процессе эксплуатации.

## Цели снижения УБЛ
- В режиме приёма антенна с низким УБЛ «более помехоустойчива», поскольку лучше осуществляет селекцию по пространству полезного сигнала на фоне шума и помех, источники которых расположены в направлениях боковых лепестков
- Антенна с низким УБЛ обеспечивает системе бо́льшую электромагнитную совместимость с другими радиоэлектронными средствами и высокочастотными устройствами
- Антенна с низким УБЛ обеспечивает системе бо́льшую скрытность
- В антенне системы автосопровождения цели возможно ошибочное сопровождение по боковым лепесткам
- Снижение УБЛ (при фиксированной ширине главного лепестка ДН) ведёт к росту уровня излучения в направлении главного лепестка ДН (к росту КНД): излучение антенны в направлении, отличном от главного — пустая потеря энергии. Однако, как правило, при фиксированных габаритах антенны снижение УБЛ ведёт к снижению КИП, расширению главного лепестка ДН и снижению КНД.

Расплатой за более низкий УБЛ является расширение главного лепестка ДН (при фиксированных размерах антенны), а также, как правило, более сложная конструкция распределительной системы и меньший КПД (в ФАР).

## Способы снижения УБЛ
Поскольку ДН антенны в дальней зоне и амплитудно-фазовое распределение (АФР) токов по антенне связаны между собой преобразованием Фурье, то УБЛ как вторичный параметр ДН определяется законом АФР. Основным способом снижения УБЛ при проектировании антенны является выбор более плавного (спадающего к краям антенны) пространственного распределения амплитуды тока. Мера этой «плавности» — коэффициент использования поверхности (КИП) антенны.
Снижение уровня отдельных боковых лепестков возможно также за счёт введения излучателей со специально подобранной амплитудой и фазой возбуждающего тока — компенсационных излучателей в ФАР, а также путём плавного изменения длины стенки излучающей апертуры (в апертурных антеннах).
К росту УБЛ ведёт неравномерное (отличное от линейного закона) пространственное распределение фазы тока по антенне («фазовые ошибки»).